# Mikey Madison

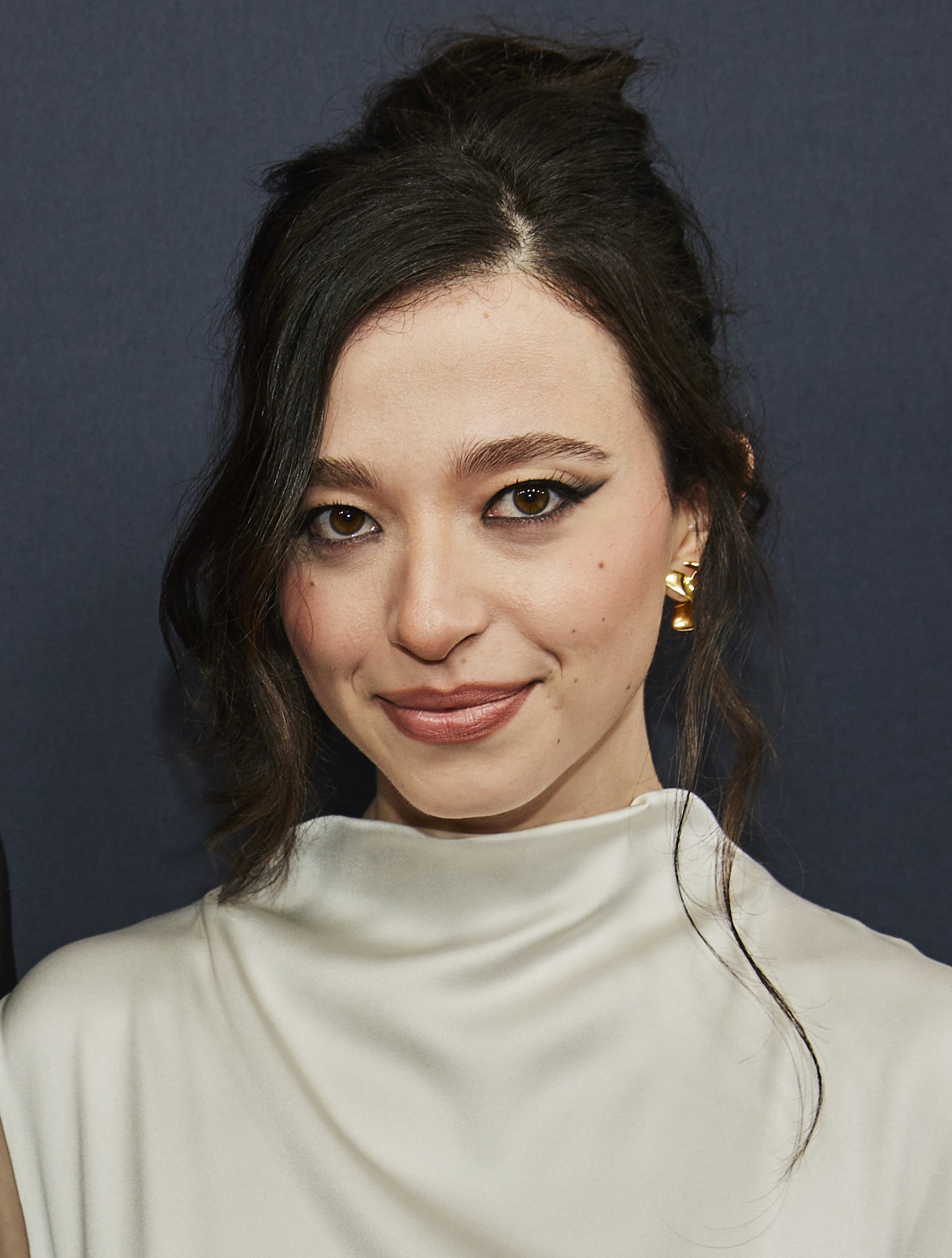
Mikey Madison (2024)

Mikaela „Mikey“ Madison Rosberg (* 25. März 1999 in Los Angeles, Kalifornien) ist eine US-amerikanische Schauspielerin. Bekanntheit erlangte sie vor allem durch die Hauptrolle der Max Fox aus der Comedyserie Better Things.
Ihre Titelrolle in Sean Bakers Dramedy Anora brachte ihr internationale Anerkennung und Nominierungen u. a. für den Golden Globe Award und den Critics’ Choice Movie Award ein. Bei der Oscarverleihung 2025 gewann sie den Preis für die  beste Hauptdarstellerin.

## Werdegang
Mikey Madison wurde zusammen mit ihrem Zwillingsbruder in Los Angeles geboren. Sie hat zudem zwei ältere Schwestern und einen älteren Bruder. Sie ist seit 2013 als Schauspielerin aktiv. Zunächst war sie vor allem in einer Reihe von Kurzfilmen zu sehen. 2016 übernahm sie dann in der Comedyserie des Senders FX als Max Fox eine der Hauptrollen, die ihren Bekanntheitsgrad steigerte.
2018 war sie in Nebenrollen in den Filmen Monster! Monster? und Nostalgia zu sehen. 2019 übernahm sie in Quentin Tarantinos Once Upon a Time in Hollywood die Rolle des Manson-Family-Mitglieds Susan Atkins. In dem 2022 erschienenen Slasher-Film Scream von Matt Bettinelli-Olpin und Tyler Gillett war sie als Amber Freeman zu sehen. Durch ihre Leistung in Once Upom a Time in Hollywood  wurde der Regisseur Sean Baker auf sie aufmerksam, der sie in der Hauptrolle als Sexarbeiterin in seiner Tragikomödie Anora (2024) besetzte. Anora wurde beim 77. Filmfestival von Cannes mit der Goldenen Palme ausgezeichnet. Mikey Madison wurde am 2. März 2025 im Rahmen der 97. Oscarverleihung mit dem Oscar als beste Hauptdarstellerin geehrt.
Im Sommer 2025 wurde Madison Mitglied der Academy of Motion Picture Arts and Sciences.

## Filmografie
- 2013: Retirement (Kurzfilm)
- 2013: Pani’s Box (Kurzfilm)
- 2014: Bound for Greatness (Kurzfilm)
- 2015: Liza, Liza, Skies Are Grey
- 2016–2022: Better Things (Fernsehserie, 48 Episoden)
- 2017–2018: Imposters (Fernsehserie, 2 Episoden)
- 2018: Nostalgia
- 2018: Monster! Monster? (Monster)
- 2019: Once Upon a Time in Hollywood
- 2019: Die Addams Family (The Addams Family, Sprechrolle)
- 2021: Rhino
- 2022: Scream
- 2023: All Souls
- 2024: Anora
- 2024: Lady in the Lake (Miniserie, 7 Episoden)

## Auszeichnungen
Oscar
- 2025: Beste Hauptdarstellerin für Anora

British Academy Film Award
- 2025: Nominierung für den Rising Star Award[6]
- 2025: Beste Hauptdarstellerin für Anora

Golden Globe Award
- 2025: Nominierung als beste Hauptdarstellerin – Komödie oder Musical für Anora

Screen Actors Guild Award
- 2025: Nominierung als beste Hauptdarstellerin für Anora
- 2025: Nominierung für das beste Schauspielensemble für Anora

Satellite Award
- 2024: Nominierung als beste Hauptdarstellerin – Komödie oder Musical für Anora

Critics’ Choice Movie Award
- 2025: Nominierung als beste Hauptdarstellerin für Anora

Palm Springs International Film Festival
- 2025: Bahnbrechende Leistung einer Schauspielerin für Anora